# 人民抵抗—左翼反帝国主义合作
人民抵抗—左翼反帝国主义合作（羅馬化：Laiki Antistasi – Aristeri Antiimperialistiki Synergasia）是希腊的一个已不存在的极左翼政党联盟。该联盟成立于2013年，由希腊共产党（马列）和希腊马列主义共产党组成。2020年，该联盟解散。